# Theatergemeinde München
Die Theatergemeinde München  ist ein gemeinnütziger Verein zur Förderung von Kultur und Publikum in der bayerischen Landeshauptstadt München im Stadtteil Ludwigsvorstadt-Isarvorstadt. Sie agiert seit 2022  unter der MarkeThea Kulturklub. Mit rund 20.000 Teilnehmern ist die Organisation die größte Theatergemeinde der Bundesrepublik. Sie besteht mit Unterbrechung seit 1919.

## Vereinsarbeit
Die Theatergemeinde e. V. hat einen ehrenamtlich arbeitenden Vorstand Vereins und eine hauptamtliche Geschäftsstelle. Neben regelmäßigen Anschreiben an die Mitglieder will sie kulturelle Interessen in der Öffentlichkeit vertreten und sich unter anderem im Rahmen von Diskussionsveranstaltungen als Plattform für gesellschaftlichen Diskurs anbieten. Der Verein ist Mitglied im Bund der Theatergemeinden, den sie von 2013 bis 2015 als geschäftsbesorgende Theatergemeinde anführte.

## Geschichte
Der Verein entstand aus den bürgerlichen Demokratiebewegungen des späten 19. und frühen 20. Jahrhunderts. Der Kerngedanke war, dass nicht nur eine elitäre Minderheit, sondern möglichst alle Bürger am Kulturleben teilnehmen sollten. So entstanden Besucherorganisationen, in München 1918 zunächst die Volksbühne, und im Jahr darauf die Theatergemeinde. Im Jahr 1933 wurden von den Nationalsozialisten alle Besucherorganisationen aufgelöst. 1947 wurde die Theatergemeinde München wiedergegründet.
2013 wurde durch eine innere Umstrukturierung, die auch einen Namens- und Logowechsel (TheaGe) zur Folge hatte, ein neuer Schwerpunkt auf allgemeinere kulturelle Betätigungen gelegt, die auch jüngere Neukunden interessieren soll.
2021/22 gab es eine erneute Umstrukturierung. Unter dem Namen Thea Kulturklub organisiert die Theatergemeinde jetzt unter anderem auch Community-Veranstaltungen mit gemeinsamem Kulturbesuch, Führungen und Besprechungen der Kulturveranstaltungen.